# Habilidade
Habilidades são poderes que um agente tem para realizar várias ações. Elas incluem habilidades comuns, como caminhar, e habilidades raras, como fazer um backflip duplo. Habilidades são poderes inteligentes: são guiadas pela intenção da pessoa e executá-las com sucesso resulta em uma ação, o que não é verdade para todos os tipos de poderes. Estão intimamente relacionadas, mas não são idênticos, a vários outros conceitos, como disposição, know-how, aptidão, talento e potencial.
Teorias de habilidade visam articular a natureza das habilidades. Tradicionalmente, a análise condicional foi a abordagem mais popular. Segundo ela, ter uma habilidade significa que a pessoa realizaria a ação em questão se tentasse fazer isso. Nesta visão, Michael Phelps tem a habilidade de nadar 200 metros em menos de 2 minutos, porque o faria se tentasse fazê-lo. Esta abordagem foi criticada de várias maneiras. 
Alguns contraexemplos envolvem casos em que o agente é fisicamente capaz de fazer algo, mas é incapaz de tentar, devido a uma forte aversão. Para evitar estes e outros contraexemplos, várias abordagens alternativas foram sugeridas. Teorias modais de habilidade, por exemplo, enfocam o que é possível para o agente fazer. Outras sugestões incluem definir habilidades em termos de disposições e potenciais.
Uma distinção importante em relação a habilidades é entre habilidades gerais e habilidades específicas. Habilidades gerais são habilidades possuídas por um agente independente de sua situação, enquanto habilidades específicas dizem respeito ao que um agente pode fazer em uma situação específica. Assim, enquanto um pianista profissional sempre tem a habilidade geral de tocar várias peças de piano, não têm a habilidade específica correspondente em uma situação onde nenhum piano está presente.
Outra distinção diz respeito à questão de se a execução bem-sucedida de uma ação por acidente conta como ter a habilidade correspondente. Neste sentido, um hacker amador pode ter a habilidade efetiva de hackear a conta de e-mail de seu chefe, porque pode ter sorte e adivinhar a senha corretamente, mas não a habilidade transparente correspondente, já que é incapaz de fazê-lo de forma confiável.
O conceito de habilidades e como elas devem ser entendidas é relevante para vários campos relacionados. O livre arbítrio, por exemplo, é muitas vezes entendido como a habilidade de fazer outra coisa. O debate entre o compatibilismo e o incompatibilismo diz respeito à questão de se essa habilidade pode existir em um mundo governado por leis determinísticas da natureza. 
A autonomia é um conceito estreitamente relacionado, que pode ser definido como a habilidade dos agentes individuais ou coletivos para governar-se a si mesmos. Se um agente tem a habilidade de realizar uma determinada ação é importante para saber se ele tem uma obrigação moral de realizar esta ação. Se ele a tem, pode ser moralmente responsável por realizá-la ou por não realizá-la. Como no debate do livre arbítrio, também é relevante se ele tinha a habilidade de fazer outra coisa. Uma teoria proeminente de conceitos e possessão de conceitos entende esses termos em relação a habilidades. Segundo ela, é necessário que o agente possua tanto a habilidade de discriminar entre casos positivos e negativos quanto a habilidade de tirar inferências para conceitos relacionados.

## Definição e campo semântico
Habilidades são poderes que um agente tem para realizar várias ações. Algumas habilidades são muito comuns entre os agentes humanos, como a habilidade de andar ou de falar. Outras habilidades são possuídas apenas por poucos, como a habilidade de realizar um backflip duplo ou de provar o teorema da incompletude de Gödel. Embora todas as habilidades são poderes, o inverso não é verdade, ou seja, há alguns poderes que não são habilidades. Este é o caso, por exemplo, de poderes que não são possuídos por agentes, como o poder do sal de dissolver-se na água. Mas alguns poderes possuídos por agentes também não constituem habilidades. Por exemplo, o poder de entender francês não é uma habilidade neste sentido, já que não envolve uma ação, em contraste com a habilidade de falar francês. Esta distinção depende da diferença entre ações e não ações. As ações são geralmente definidas como eventos que um agente realiza com um propósito e que são guiados pela intenção da pessoa, em contraste com o mero comportamento, como reflexos involuntários. Neste sentido, as habilidades podem ser vistas como poderes inteligentes.
Vários termos no campo semântico do termo "habilidade" são às vezes usados como sinônimos, mas têm conotações ligeiramente diferentes. As disposições, por exemplo, são frequentemente equiparadas a poderes e diferem das habilidades no sentido de que não estão necessariamente ligadas a agentes e ações. As habilidades estão intimamente relacionadas ao know-how, como uma forma de conhecimento prático sobre como realizar algo. Mas foi argumentado que estes dois termos podem não ser idênticos, já que o know-how pertence mais ao lado do conhecimento de como fazer algo e menos ao poder de realmente fazê-lo. Os termos "aptidão" e "talento" geralmente se referem a habilidades inatas excepcionais. Eles são frequentemente usados para expressar que um certo conjunto de habilidades pode ser adquirido se usado ou treinado adequadamente. O antônimo de "habilidade" é "inabilidade".

## Teorias de habilidade
Várias teorias das características essenciais das habilidades foram propostas. A análise condicional é a abordagem tradicionalmente dominante. Define habilidades em termos do que alguém faria se tivesse a vontade de fazê-lo. Para as teorias modais de habilidade, ao contrário, ter uma habilidade significa que o agente tem a possibilidade de executar a ação correspondente. Outras abordagens incluem a definição de habilidades em termos de disposições e potenciais. Embora todos os conceitos usados nestas diferentes abordagens estão intimamente relacionados, eles têm conotações ligeiramente diferentes, que muitas vezes se tornam relevantes para evitar vários contraexemplos.

### Análise condicional
A análise condicional de habilidade é a abordagem tradicionalmente dominante. Muitas vezes é rastreado até David Hume e define habilidades em termos do que alguém faria se quisesse, tentasse ou tivesse a vontade de fazê-lo. É articulado na forma de uma expressão condicional, por exemplo, como "S tem a habilidade de A se e só se S faria A se S tentasse A". Nesta visão, Michael Phelps tem a habilidade de nadar 200 metros em menos de 2 minutos porque o faria se tentasse. A pessoa média, por outro lado, não tem essa habilidade porque fracassaria se tentasse. Versões semelhantes falam de ter uma volição em vez de tentar. Esta visão pode distinguir entre a habilidade de fazer algo e a possibilidade de fazer algo: apenas ter a habilidade implica que o agente pode fazer que algo ocorra segundo sua vontade. Esta definição de habilidade está intimamente relacionada com a definição de liberdade de Hume como "um poder de agir ou não agir, segundo as determinações da vontade". Mas é frequentemente argumentado que isto é diferente de ter um livre arbítrio no sentido da habilidade de escolher entre diferentes cursos de ação.
Esta abordagem foi criticada de várias maneiras, muitas vezes citando supostos contraexamplos. Alguns destes contraexemplos se concentram em casos em que uma habilidade está realmente ausente, embora estaria presente de acordo com a análise condicional. Este é o caso, por exemplo, se alguém é fisicamente capaz de realizar uma determinada ação, mas, talvez devido a uma forte aversão, não pode formar a vontade de realizar esta ação. Assim, de acordo com a análise condicional, uma pessoa com aracnofobia tem a habilidade de tocar uma aranha presa porque o faria se tentasse. Mas, considerando tudo, não tem esta habilidade já que sua aracnofobia torna impossível para ela tentar. Outro exemplo envolve uma mulher atacada em uma rua escura que teria gritado se tivesse tentado, mas estava paralisada demais pelo medo para tentar. Uma maneira de evitar esta objeção é distinguir entre requisitos psicológicos e não psicológicos de habilidades. A análise condicional pode então ser utilizada como uma análise parcial aplicada apenas aos requisitos não psicológicos.
Outra forma de crítica envolve casos em que uma habilidade está presente, mas estaria ausente de acordo com a análise condicional. Este argumento pode ser centrado na ideia de que ter uma habilidade não assegura que toda e qualquer execução dela seja bem-sucedida. Por exemplo, mesmo um bom golfista pode falhar um putt fácil em uma ocasião. Isto não significa que ele não tem a habilidade de fazer esse putt, mas é isso que a análise condicional sugere, já que tentou e falhou. Uma resposta a este problema é atribuir ao golfista a habilidade geral, como discutido abaixo, mas negar-lhe a habilidade específica neste caso particular.

### Abordagem modal
Teorias modais de habilidade não se concentram no que o agente faria em certas circunstâncias, mas no que é possível para o agente fazer. Esta possibilidade é muitas vezes entendida em termos de mundos possíveis. Nesta visão, um agente tem a habilidade de realizar uma determinada ação se há uma maneira completa e consistente de como o mundo poderia ter sido, na qual o agente realiza a ação correspondente. Esta abordagem capta facilmente a ideia de que um agente pode possuir uma habilidade sem executá-la. Neste caso, o agente não realiza a ação correspondente no mundo real, mas há um mundo possível onde ele a realiza.
O problema com a abordagem descrita até agora é que quando o termo "possível" é entendido no sentido mais amplo, muitas ações são possíveis, embora o agente realmente não tem a habilidade de realizá-las. Por exemplo, sem conhecer a combinação do cofre, o agente não tem a habilidade de abrir o cofre. Mas marcar a combinação certa é possível, ou seja, há um mundo possível no qual, através de um palpite de sorte, o agente consegue abrir o cofre. Por causa de tais casos, é necessário acrescentar mais condições à análise acima. Estas condições desempenham o papel de restringir quais mundos possíveis são relevantes para avaliar as atribuições de habilidade. Estreitamente relacionado a isto está o problema inverso do sucesso acidental no mundo real. Este problema diz respeito ao fato de que um agente pode executar uma ação com sucesso sem possuir a habilidade correspondente. Assim, um principiante do golfe pode bater a bola de forma descontrolada e, por pura sorte, conseguir um hole-in-one. Mas a abordagem modal parece sugerir que esse principiante tem a habilidade correspondente, já que o que é real também é possível.
Uma série de argumentos contra esta abordagem é devida a Anthony Kenny, que sustenta que várias inferências tiradas na lógica modal são inválidas para as atribuições de habilidade. Estas falhas indicam que a abordagem modal não capta a lógica das atribuições de habilidade.
Também foi argumentado que, estritamente falando, a análise condicional não é diferente da abordagem modal, já que é apenas um caso especial dela. Isto é verdade se as próprias expressões condicionais são entendidas em termos de mundos possíveis, como sugerido, por exemplo, por David Kellogg Lewis e Robert Stalnaker. Neste caso, muitos dos argumentos dirigidos contra a abordagem modal podem se aplicar igualmente à análise condicional.

### Outras abordagens
A abordagem disposicional define habilidades em termos de disposições. De acordo com uma versão, "S tem a habilidade de A nas circunstâncias C se e só se tem a disposição para A quando, nas circunstâncias C, tenta A". Esta visão está intimamente relacionada à análise condicional, mas difere dela porque a manifestação de disposições pode ser evitada pela presença das chamadas masks e finks. Nestes casos, a disposição ainda está presente, embora o condicional correspondente é falso. Outra abordagem vê as habilidades como uma forma de potencial para fazer algo. Isto é diferente de uma disposição, já que uma disposição diz respeito à relação entre um estímulo e uma manifestação que se segue quando o estímulo está presente. Um potencial, por outro lado, é caracterizado apenas por sua manifestação. No caso de habilidades, a manifestação diz respeito a uma ação.

## Tipos
Se é correto atribuir uma certa habilidade a um agente muitas vezes depende do tipo de habilidade que se pretende atribuir. As habilidades gerais dizem respeito ao que os agentes podem fazer independentemente de sua situação atual, em contraste com as habilidades específicas. Para possuir uma habilidade efetiva, é suficiente se o agente pode ter sucesso através de um acidente afortunado, o que não é o caso para as habilidades transparentes.

### Geral e específico
Uma importante distinção em relação a habilidades é entre habilidades gerais e específicas, às vezes também chamadas de habilidades globais e locais. As habilidades gerais dizem respeito ao que os agentes podem fazer em geral, ou seja, independentemente da situação em que se encontram. Mas as habilidades muitas vezes dependem para sua execução de várias condições que devem ser cumpridas nas circunstâncias dadas. Neste sentido, o termo "habilidade específica" é usado para descrever se um agente tem uma habilidade em uma situação específica. Assim, embora um pianista experiente sempre tem a habilidade geral de tocar várias peças de piano, falta-lhe a habilidade específica correspondente se está acorrentado a uma parede, se nenhum piano está presente ou se está fortemente drogado. Nesses casos, algumas das condições necessárias para o uso da habilidade não são cumpridas. Embora este exemplo ilustra um caso de uma habilidade geral sem uma habilidade específica, o inverso também é possível. Apesar da maioria das pessoas não ter a habilidade geral de saltar 2 metros de altura, elas podem ter a habilidade específica de fazê-lo quando se encontram em um trampolim. A razão pela qual não têm essa habilidade geral é que não conseguiriam executá-la na maioria das circunstâncias. Seria necessário ter sucesso em uma proporção adequada dos casos relevantes para ter a habilidade geral também, como seria o caso de um atleta de salto em altura neste exemplo.
Parece que os dois termos são interdefiníveis, mas há desacordo sobre qual deles é o termo mais básico. Assim, uma habilidade específica pode ser definida como uma habilidade geral junto com uma oportunidade. Ter uma habilidade geral, por outro lado, pode ser visto como ter uma habilidade específica em várias situações relevantes. Uma distinção semelhante pode ser feita não apenas para o termo "habilidade", mas também para o termo mais amplo "disposição". A distinção entre habilidades gerais e específicas nem sempre é feita explicitamente na literatura acadêmica. Embora as discussões geralmente se concentram mais no sentido geral, às vezes o sentido específico é pretendido. Esta distinção é relevante para várias questões filosóficas, especificamente para a habilidade de fazer outra coisa no debate do livre arbítrio. Se esta habilidade é entendida como uma habilidade geral, parece ser compatível com o determinismo. Mas isto não parece ser o caso se se tratar de uma habilidade específica.

### Efetivo e transparente
Outra distinção às vezes encontrada na literatura diz respeito à questão de se a realização bem-sucedida de uma ação por acidente conta como ter a habilidade correspondente. Por exemplo, um aluno da primeira série é capaz, em um sentido mais fraco, de recitar os primeiros 10 dígitos de Pi na medida em que é capaz de pronunciar qualquer permutação dos numerais de 0 a 9. Mas não é capaz de fazê-lo em um sentido mais forte, já que não memorizou a ordem exata. O sentido mais fraco às vezes é denominado habilidades efetivas, em contraste com as habilidades transparentes correspondentes ao sentido mais forte. Geralmente, as atribuições de habilidade têm o sentido mais forte em mente, mas nem sempre é assim. Por exemplo, a frase "Usain Bolt pode correr 100 metros em 9,58 segundos" não costuma ser interpretada como significando que Bolt pode, à vontade, alcançar a linha de chegada em exatamente 9,58 segundos, nem mais nem menos. Em vez disso, ele pode fazer algo que equivale a isto em um sentido mais fraco.

### Técnica, humana e conceitual
Na área da administração, um gestor precisa ser capaz de delegar atividades para outros e assumir a responsabilidade de atingir determinados objetivos por meio da soma de esforços. Com essa intenção, a administração pode se basear em três tipos de habilidades básicas, sendo elas, Habilidade Técnica, Humana e Conceitual.
- Habilidade técnica, é relacionada com a capacidade de compreensão e domínio de uma determinada atividade. Envolve conhecimento especializado, habilidade analítica dentro de uma especialidade e facilidade no uso de técnicas de uma disciplina específica. Essa habilidade é adquirida por meio de experiência, educação e treinamento profissional.
- Habilidade humana, capacidade de trabalhar como membro de um grupo com eficácia, conseguindo extrair esforços cooperativos do grupo para atingir os objetivos estabelecidos. Requer capacidade de criar uma atmosfera de segurança para gerar uma boa comunicação entre os membros a fim de facilitar o entendimento das necessidades e motivações das pessoas envolvidas. Uma característica importante dessa habilidade é a estabilidade emocional, ou inteligência emocional, por meio da qual um bom administrador deve ser capaz de tomar decisões mesmo quando sob pressão.
- Habilidade conceitual, também chamada de Visão Sistêmica ou Holística, é a capacidade de visualizar a organização (instituição, empresa ou grupo de empresas) como um conjunto integrado. É necessário ser capaz de enxergar sobre o ponto de vista da organização e assim, perceber a interdependência das suas funções e também sobre o seu ambiente externo para entender como as forças políticas, econômicas e sociais a afetam para assim considerar esses aspectos e identificar uma alternativa mais adequada para uma ação ou tomada de decisão. O administrador deve ser capaz de lidar com situações complexas e ambíguas, o que necessita de maturidade, experiência e capacidade para lidar com pessoas e situações.

## Relação com outros conceitos
O conceito de habilidades é relevante para vários outros conceitos e debates. Os desacordos nestes campos muitas vezes dependem de como as habilidades são entendidas. No debate do livre arbítrio, por exemplo, uma questão central é se o livre arbítrio, quando entendido como a habilidade de fazer outra coisa, pode existir em um mundo governado por leis determinísticas da natureza. O livre arbítrio está intimamente relacionado à autonomia, que diz respeito à habilidade do agente de se governar a si mesmo. Outra questão diz respeito a se alguém tem a obrigação moral de realizar uma determinada ação e é responsável por fazê-la ou por não fazê-la. Este problema depende, entre outras coisas, se o agente tem a habilidade de realizar a ação em questão e se poderia ter feito outra coisa. A teoria de habilidade de conceitos e possessão de conceitos define estes termos através de duas habilidades: a habilidade de discriminar entre casos positivos e negativos e a habilidade de tirar inferências a conceitos relacionados.

### Livre arbítrio
O tema de habilidades desempenha um papel importante no debate do livre arbítrio. Este debate muitas vezes se centra na questão de se a existência do livre arbítrio é compatível com o determinismo, o chamado compatibilismo, ou não, o chamado incompatibilismo. O livre arbítrio é frequentemente definido como a habilidade de fazer outra coisa, enquanto o determinismo pode ser definido como a visão de que o passado junto com as leis da natureza determinam tudo o que acontece no presente e no futuro. O conflito surge porque, se tudo já está fixado pelo passado, parece não haver sentido em que alguém possa agir de forma diferente do que faz, ou seja, que não há lugar para o livre arbítrio. Tal resultado poderia ter consequências graves, já que, segundo algumas teorias, as pessoas não seriam moralmente responsáveis pelo que fazem em tal caso.
Ter uma teoria explícita do que constitui uma habilidade é central para decidir se o determinismo e o livre arbítrio são compatíveis. Teorias diferentes de habilidade podem levar a respostas diferentes a esta pergunta. Foi argumentado que, de acordo com uma teoria disposicionalista de habilidade, o compatibilismo é verdadeiro, já que o determinismo não exclui as disposições não manifestadas. Outro argumento a favor do compatibilismo é devido a Susan Wolf, que argumenta que ter o tipo de habilidade relevante para a responsabilidade moral é compatível com o determinismo físico, já que a habilidade de realizar uma ação não implica que essa ação seja fisicamente possível. Peter van Inwagen e outros apresentaram argumentos para o incompatibilismo baseados no fato de que as leis da natureza impõem limites a nossas habilidades. Estes limites são tão estritos no caso do determinismo que as únicas habilidades possuídas por qualquer pessoa são aquelas que são realmente executadas, ou seja, não há habilidades para fazer outra coisa do que a pessoa realmente faz.

### Autonomia
A autonomia é geralmente definida como a habilidade de se governar a si mesmo. Pode ser atribuída tanto a agentes individuais, como pessoas humanas, quanto a agentes coletivos, como nações. A autonomia está ausente quando não há nenhuma força inteligente governando o comportamento da entidade, como no caso de uma rocha simples, ou quando esta força não pertence à entidade governada, como quando uma nação foi invadida por outra e agora carece da habilidade de se governar a si mesma. A autonomia é frequentemente entendida em combinação com um componente racional, por exemplo, como a habilidade do agente de apreciar as razões que tem e de seguir a razão mais forte. Robert Audi, por exemplo, caracteriza a autonomia como o poder de controlar-se a si mesmo usando razões para guiar seu comportamento e influenciar suas atitudes proposicionais.:211-2  A autonomia também pode abranger a habilidade de questionar as próprias crenças e desejos e de mudá-los, se necessário. Alguns autores incluem a condição de que as decisões envolvidas no autogoverno não sejam determinadas por forças externas de nenhuma maneira, ou seja, que sejam uma expressão pura da própria vontade que não é controlada por outra pessoa. Na tradição kantiana, a autonomia é frequentemente equiparada à auto-legislação, que pode ser interpretada como o estabelecimento de leis ou princípios que devem ser seguidos. Isto envolve a ideia de que a habilidade de autogoverno não é exercida apenas caso a caso, mas que se assume compromissos de longo prazo com princípios mais gerais que regem muitas situações diferentes.

### Obrigação e responsabilidade
A questão das habilidades está intimamente relacionada com os conceitos de responsabilidade e obrigação. Quanto à obrigação, o princípio de que o "dever implica poder" é frequentemente citado na literatura ética. Sua formulação original é atribuída a Immanuel Kant. Afirma que um agente só é moralmente obrigado a realizar uma determinada ação se é capaz de executá-la. Como consequência deste princípio, não se justifica culpar um agente por algo que estava fora de seu controle. De acordo com este princípio, por exemplo, uma pessoa sentada na praia não tem obrigação moral de pular na água para salvar uma criança que está se afogando perto, e não deve ser culpada por não fazê-lo, se não puder fazê-lo devido a paraplegia.
O problema da responsabilidade moral está intimamente relacionado com a obrigação. Uma diferença é que a "obrigação" tende a ser entendida mais em um sentido prospectivo, em contraste com a responsabilidade retrospectiva. Mas estas não são as únicas conotações desses termos. Uma visão comum sobre a responsabilidade moral é que a habilidade de controlar o próprio comportamento é necessária para que alguém seja responsável por ele. Isto está muitas vezes ligado à tese de que o agente tinha cursos de ação alternativos, ou seja, que tinha a habilidade de fazer outra coisa.  Mas alguns autores, muitas vezes da tradição incompatibilista, afirmam que o que importa para a responsabilidade é agir como a pessoa escolhe, mesmo se nenhuma habilidade para fazer outra coisa estivesse presente.
Uma dificuldade para estes princípios é que nossa habilidade de fazer algo em um determinado momento muitas vezes depende de ter feito outra coisa antes. Assim, uma pessoa normalmente pode assistir a uma reunião daqui a 5 minutos se estiver a apenas alguns metros do local planejado, mas não se estiver a centenas de quilômetros de distância. Isto parece levar à consequência contra-intuitiva de que as pessoas que não conseguiram pegar seu voo por negligência não são moralmente responsáveis por seu fracasso porque atualmente não têm a habilidade correspondente. Uma maneira de responder a este tipo de exemplo é permitir que a pessoa não seja culpada por seu comportamento 5 minutos antes da reunião, mas que seja culpada por seu comportamento anterior que a levou a perder o voo.

### Conceitos e possessão de conceitos
Os conceitos são os constituintes básicos dos pensamentos, crenças e proposições. Como tal, eles desempenham um papel central para a maioria das formas de cognição. Uma pessoa só pode entreter uma proposição se ela possuir os conceitos envolvidos nesta proposição. Por exemplo, a proposição "wombats são animais" envolve os conceitos "wombat" e "animal". Alguém que não possui o conceito "wombat" ainda pode ler a frase, mas não pode entreter a proposição correspondente. Existem várias teorias sobre como os conceitos e a possessão de conceitos devem ser entendidos. Uma sugestão proeminente vê os conceitos como habilidades cognitivas dos agentes. Os proponentes desta visão frequentemente identificam dois aspectos centrais que caracterizam a possessão de conceitos: a habilidade de discriminar entre casos positivos e negativos e a habilidade de tirar inferências deste conceito para conceitos relacionados. Assim, por um lado, uma pessoa que possui o conceito "wombat" deve ser capaz de distinguir wombats de não wombats (como árvores, leitores de DVD ou gatos). Por outro lado, essa pessoa deve ser capaz de apontar o que decorre do facto de que algo é um wombat, por exemplo, que é um animal, que tem pernas curtas ou que tem um metabolismo lento. Geralmente se considera que estas habilidades devem ser possuídas em um grau significativo, mas que a perfeição não é necessária. Assim, mesmo algumas pessoas que não estão cientes de seu metabolismo lento podem contar como possuidoras do conceito "wombat". Os opositores da teoria de habilidade dos conceitos argumentaram que as habilidades de discriminar e inferir são circulares, já que pressupõem a possessão de conceitos em vez de explicá-la. Eles tendem a defender relatos alternativos de conceitos, por exemplo, como representações mentais ou como objetos abstratos.